# 刘健 (足球运动员)
刘健（1984年8月20日—），中國山东省淄博市人，已退役的足球运动員，司职中場，曾长期效力青岛中能并担任队长。
刘健1997年入选青岛颐中青年队，2004年首次在中超联赛亮相，同年打入第一粒联赛入球。2007年，刘健首次入选中国国家足球队，并在世界杯预选赛与缅甸队的比赛中打进首粒国家队入球。2014年1月3日，中超球隊廣州恆大宣布刘健加盟，但青岛中能随即声明这一转会违规。4月11日，根据中国足协仲裁委员会仲裁结果，刘健正式以自由身加盟广州恒大并完成报名注册。

## 俱乐部生涯

### 早年
刘健并不是从小在正规足球学校成长的球员。他从淄博市张店区小学四年级转校到淄博西六路小学五年级一班，因表现出色担任校队队长，一年后升入淄博市第十七中学。当时，山东鲁能泰山和青岛颐中都去淄博选拔年轻球员，而刘健同时被两队选中。他最终选择了青岛队。1997年，只有13岁的刘健被汤乐普带到了青岛颐中青年队。

### 青岛中能
2002年，韩国教练李章洙出任青岛队主教练。他看中当时只有的18岁的刘健的潜力，把他从二队提拔进了一队。刘健参加的第一场联赛2004年9月19日中超联赛青岛颐中客场对阵四川冠城的比赛。刘健在下半场开始时顶替姚夏出场，主教练汤乐普还派他主罚中路和右路的任意球。不过，下半场第37分钟时刘健铲球动作过大，吃到红牌，致使青岛队在客场占尽优势的情况下与对手战平。不过，2004赛季最后一轮青岛队主场与四川冠城比赛的下半场，刘健替补吕刚出场，打入自己在中超的首粒入球，助球队1比1逼平对手。在接下来的两个赛季，他的上场次数逐渐增多，迅速成长起来。
2005年，中能集团入主青岛队，很多大牌队员被清洗，球队在殷铁生的执教之下开始走年轻化路线。刘健开始成为球队的绝对主力。那一年，青岛中能队夺得联赛第七名，刘健是贡献最大的球员之一。接下来的两年，他与队友姜宁、曲波组成了“三叉戟”，在联赛中多有斩获，多次入选国家队。2007年中超联赛开打前，刘健进入青岛中能队委会，成为球队四名队长之一。2008年5月3日，青岛中能与沈阳金德的比赛过后，球队在休息室宣布对刘健处以“三停”（停赛、停训、停薪），理由是他发挥失常。不过，“三停”期间刘健还是参加了中国国家足球队的集训和比赛。8月31日，青岛中能主场与长春亚泰的比赛中刘健解禁复出。这年中超联赛后期的几场比赛中，刘健担任青岛中能场上队长。2009年中超联赛前半段，刘健继续担任队长，赛季后期由于保级压力大，刘健主动把队长袖标让给了年龄更大的曲波。这个赛季刘健表现一般。2010年初，曲波转会陕西，刘健成了主力阵容中最年长的球员，重新担任球队队长。刘健效力青岛中能的十几年里，青岛队大多位于顶级联赛的中下游。2013年中超联赛初期，青岛中能曾经力压广州恒大、山东鲁能位居榜首，但是赛季末却成了联赛倒数第二，降入中甲联赛。
刘健的旧合同于2013年底到期，可以自由转会，但降入中甲的青岛中能希望留住刘健。转会市场上，江苏舜天、广州富力、广州恒大三家俱乐部都希望得到刘健。青岛中能俱乐部副董事长于涛声称，刘健与俱乐部仍有合同，不能自由转会。2014年1月3日上午，广州恒大宣布与刘健签约。当日晚间青岛中能发出声明，称刘健已经续约至2017年1月1日，广州恒大与刘健签约违反规定，要求刘健马上归队。声明谴责了广州恒大和刘健。青岛中能向广州足协、广州恒大传真了一份2013年10月26日签署的合同，这份合同上刘健与青岛队续约三年。4日凌晨，刘健主动向媒体公开了青岛中能与他签署的阴阳合同，他表示自己从未和青岛中能续约，两份合同均已到期，青岛中能发的续约合同纯属伪造。媒体称广州恒大官员也质疑续约合同的真实性，青岛中能表示手中有证据，会在适当时候公开。还有媒体记者提出质疑，如果中能俱乐部真的在2013年10月26日与刘健续约三年，为何当时不公开，为何在2013赛季结束后仍表示将努力续约刘健。

### 广州恒大
2014年1月3日上午，广州恒大宣布与刘健签约。当日晚间青岛中能发出声明，称刘健已经续约至2017年1月1日，广州恒大与刘健签约违反规定，要求刘健马上归队。声明谴责了广州恒大和刘健。青岛中能向广州足协、广州恒大传真了一份2013年10月26日签署的合同，这份合同上刘健与青岛队续约三年。4日凌晨，刘健主动向媒体公开了青岛中能与他签署的阴阳合同，他表示自己从未和青岛中能续约，两份合同均已到期，青岛中能发的续约合同纯属伪造。媒体称广州恒大官员也质疑续约合同的真实性，青岛中能表示手中有证据，会在适当时候公开。还有媒体记者提出质疑，如果中能俱乐部真的在2013年10月26日与刘健续约三年，为何当时不公开，为何在2013赛季结束后仍表示将努力续约刘健。4月11日，中国足协仲裁委员会发出通知，确认刘健为自由身，并为刘健补办手续。至此，刘健转会一案宣告结束。
2014年4月19日，广州恒大主场迎战上海绿地申花的中超第7轮的比赛，刘健首次代表广州恒大队出场。

### 北京人和与青岛队
2017年12月28日，衝超成功后的北京人和宣布刘健加盟，作为邓涵文转会广州恒大的条件之一。在2019和2020兩個球季，球队連降兩級，但随即在2021年初解散。
刘健自由身加盟中超的青岛队，但球队在季末降级后也解散了。未能继续球员生涯下，他在2022年6月宣布退役。

## 国家队经历
2005年12月18日，刘健首次入选中国国家队，当时的主教练是朱广沪。但是，两天之后，国家队教练组决定淘汰刘健，这使得他无缘参加赴西班牙的拉练。2007年10月21日，在世界杯预选赛资格赛里，中国国家队遭遇缅甸队。第一回合的比赛，中国国家队主教练福拉多将刘健选入了首发阵容，这是他首次为国家队出场。比赛中，刘健自己打进一球，还助攻李金羽一球，最终中国队以7比0大胜。第二回合的比赛，刘健再次攻入一球，还制造一个点球，最后中国队4比0取胜。凭借出色的表现，在此后的比赛中，刘健多次为国家队出场。刘健颇得时任中国国家队主教练福拉多、中国国奥队主教练拉托米尔·杜伊科维奇的器重。遗憾的是，由于奥运会只能允许3名超龄球员，刘健最终错过了入选2008年奥运会参赛队的机会。2011年9月，刘健被卡马乔招入中国国家队，这是他时隔15个月重回国家队。
刘健在2013年11月19日在对阵沙特的亚洲杯预选赛中，最后一次代表国家队出场。他在2014年3月再度入选但未有上场。

## 家庭
刘健与青岛姑娘梁然相恋十年后，二人在2011年11月19日结婚。梁然的工作是機場地勤。2012年4月26日，梁然为刘健产下一子。

## 出场纪录
最后更新：2014年4月19日
| 赛季 | 球队              | 联赛 | 联赛 | 联赛 | 足协杯 | 足协杯 | 中超杯 | 中超杯 | 亚冠 | 亚冠 | 总计 | 总计 |
| 赛季 | 球队              | 联赛 | 出场 | 进球 | 出场   | 进球   | 出场   | 进球   | 出场 | 进球 | 出场 | 进球 |
| ---- | ----------------- | ---- | ---- | ---- | ------ | ------ | ------ | ------ | ---- | ---- | ---- | ---- |
| 2004 | 青岛颐中 青岛中能 | 中超 | 10   | 1    | ?      | 0      | 2      | 0      | -    | -    | 12   | 1    |
| 2005 | 青岛颐中 青岛中能 | 中超 | 24   | 4    | 1      | 0      | 4      | 3      | -    | -    | 28   | 7    |
| 2006 | 青岛颐中 青岛中能 | 中超 | 25   | 5    | ?      | 0      | -      | -      | -    | -    | 25   | 5    |
| 2007 | 青岛颐中 青岛中能 | 中超 | 27   | 8    | -      | -      | -      | -      | -    | -    | 27   | 8    |
| 2008 | 青岛颐中 青岛中能 | 中超 | 21   | 6    | -      | -      | -      | -      | -    | -    | 21   | 6    |
| 2009 | 青岛颐中 青岛中能 | 中超 | 28   | 0    | -      | -      | -      | -      | -    | -    | 28   | 0    |
| 2010 | 青岛颐中 青岛中能 | 中超 | 28   | 7    | -      | -      | -      | -      | -    | -    | 28   | 7    |
| 2011 | 青岛颐中 青岛中能 | 中超 | 28   | 3    | -      | -      | -      | -      | -    | -    | 28   | 3    |
| 2012 | 青岛颐中 青岛中能 | 中超 | 28   | 4    | 0      | 0      | -      | -      | -    | -    | 28   | 4    |
| 2013 | 青岛颐中 青岛中能 | 中超 | 26   | 0    | 2      | 0      | -      | -      | -    | -    | 28   | 0    |
| 2014 | 广州恒大          | 中超 | 1    | 0    | 0      | 0      | -      | -      | -    | -    | 1    | 0    |
| 总计 | 总计              | 总计 | 246  | 38   | 3      | 0      | 6      | 3      | 0    | 0    | 255  | 41   |